# Суборбітальний космічний політ
Суборбітальний космічний політ — космічний політ літального апарата по балістичній траєкторії зі швидкістю, меншою ніж перша космічна швидкість, тобто недостатньою для виводу на орбіту штучного супутника Землі.

## Визначення суборбітального польоту
Суборбітальний космічний політ — політ апарата з еліптичною швидкістю по балістичній траєкторії з апоцентром, що знаходиться вище межі космосу, і з перицентром, що знаходиться нижче поверхні планети, тобто без виходу на орбіту штучного супутника планети.
Згідно з другим визначенням, суборбітальний космічний політ може здійснюватися також при швидкостях, що перевищують за величиною значення першої космічної швидкості аж до величини другої космічної (параболічної) швидкості. Такі польоти можливі, наприклад, при суворо вертикальному наборі швидкості, а також в інших випадках, в яких вектор швидкості апарата у момент відключення двигунів орієнтований таким чином, що сформована траєкторія має перицентр нижчий поверхні планети. При цьому апарат не може стати штучним супутником планети, незважаючи на достатню за величиною швидкість.
Згідно з класифікацією Міжнародної федерації аеронавтики (ФАІ), космічним вважається політ, висота якого перевищує 100 км. Згідно з класифікацією Військово-повітряних сил США (ВПС США, United State Air Forces, USAF), космічним польотом вважається політ, висота якого перевищує 50 миль (приблизно 80 км).

## Історія суборбітальних польотів
Перші успішні спроби суборбітальних польотів були здійснені в 1944 році у Німеччині при випробуванні ракети Фау-2. На деяких тестах ракета досягала висоти 190 км, що, за сучасними мірками, вважається суборбітальним польотом. Ракети були непілотованими.
У шестидесятих роках в США було здійснено 15 суборбітальних пілотованих космічних польотів. Два польоти за програмою «Меркурій» (Mercury) — космічні кораблі «Фрідом-7» (Freedom — 7) і «Ліберті Белл-7» (Liberty Bell — 7) виводилися на балістичну орбіту ракетой-носієм «Редстоун» (Redstone). Обидва ці польоти визнані космічними за версією МФА і ВПС США.
Тринадцять суборбітальних польотів було здійснено на космічному літаку «Х-15А». Усі ці тринадцять польотів визнані космічними за версією ВПС США. Тільки два польоти «Х-15А» (№ 3 і 4 в таблиці) визнані космічними також і ФАІ.
Алан Шепард (Alan Shepard), Вірджіл Гріссом (Virgil Grissom) і Джозеф Енгл (Joseph H. Engle) пізніше здійснили також орбітальні космічні польоти.
У 1975 році під час виводу на орбіту корабля «Союз-18-1» сталася відмова ракети-носія. В результаті космічний корабель на навколоземну орбіту не вийшов, а здійснив політ по суборбітальній траєкторії.
Три суборбітальні польоти (№ 6-8 в таблиці) здійснені уперше на приватному космічному літаку «СпейсШипУан» (SpaceShipOne) (Космічний човен № 1).
| №  | Дата            | Літальний апарат                                                                                         | Досягнута висота          | Пілот                                              |
| -- | --------------- | --- | ------------------------- | -------------------------------------------------- |
| 1  | 5 травня 1961   | Меркурій-3                                                                                               | 186,0 км                  | Алан Бартлет Шепард                                |
| 2  | 21 липня 1961   | Меркурій-4                                                                                               | 190,3 км                  | Вірджил Айвен Гріссом                              |
| 3  | 19 липня 1963   | North American X-15 політ 90                                                                             | 106,0 км                  | Джозеф Вокер                                       |
| 4  | 22 серпня 1963  | North American X-15 політ 91                                                                             | 108,0 км                  | Джозеф Вокер                                       |
| 5  | 5 квітня 1975   | Союз-18-1                                                                                                | 192,0 км                  | Лазарев Василь Григорович, Макаров Олег Григорович |
| 6  | 21 червня 2004  | SpaceShipOne політ 15                                                                                    | 100,1 км                  | Майкл Мелвілл                                      |
| 7  | 29 вересня 2004 | SpaceShipOne політ 16                                                                                    | 102,9 км                  | Майкл Мелвілл                                      |
| 8  | 4 жовтня 2004   | SpaceShipOne політ 17                                                                                    | 114,6 км                  | Брайан Бінні                                       |
| 9  | 7 липня 2021    | Blue Origin NS-16, Перший комерційний політ компанії Blue Origin                                         | 107 км                    | Джефф Безос Марк Безос Воллі Фанк Олівер Демен     |
| 10 | 29 червня 2023  | Virgin Galactic, Перший комерційний суборбітальний політ компанії Virgin Galactic (місія Galactic 01)    | 85 - 88 км                |                                                    |
| 11 | 13 липня 2023   | Virgin Galactic, Другий комерційний суборбітальний політ компанії Virgin Galactic (місія Galactic 02)    | 85 - 88 км                |                                                    |
| 12 | 8 вересня 2023  | Virgin Galactic, Третій комерційний суборбітальний політ компанії Virgin Galactic (місія Galactic 03)    | 85 - 88 км                |                                                    |
| 13 | 6 жовтня 2023   | Virgin Galactic, Четвертий комерційний суборбітальний політ компанії Virgin Galactic (місія Galactic 04) | 85 - 88 км                |                                                    |
| 14 | 6 жовтня 2023   | PLD, Перший запуск іспанської суборбітальної ракети-носія «Miura 1»                                      | 46 км (за планом — 80 км) |                                                    |

Суборбітальні польоти також планують проводити з пасажирами на борту. Компанія «Blue Origin» запустила продаж квитків для потенційних пасажирів ще в 2019 році. Система «New Shepard» розрахована на польоти до 6 осіб одночасно. Таким чином, приватна компанія має намір популяризувати космічний туризм.
У 2021 році свої перші випробувальні польоти здійснив суборбітальний космічний літак Mk-II «Aurora», який використовував сурогатні реактивні двигуни. Згідно нових повідомлень, 29, 30 і 31 березня 2023 року, на аеродромі Глентаннер у Новій Зеландії відбулися три ракетні випробувальні польоти Mk-II, під час яких літак Mk-II «Aurora» досяг висоти приблизно 6000 футів (1829 м) і розвивав швидкість близько 170 вузлів (196 миль/год або 315 км/год). В даному випадку, суборбітальний космічний літак здійснив свої перші випробувальні польоти з використанням реального ракетного двигуна. Mk-II «Aurora», який був розроблений новозеландською компанією Dawn Aerospace, є багаторазовим демонстратором технологій без екіпажу для майбутньої моделі компанії Mk-III. Згідно планів, зазначений суборбітальний космічний літак в майбутньому буде перевозити такі вантажі, як супутники, вагою до 250 кг (551 фунт). Після досягнення кордону космосу, тобто висоти 100 км (62 милі), корисний вантаж буде виведений на навколоземну орбіту за допомогою одноразової ракети другого ступеня. Mk-III також зможе нести до 1 тонни (0,9 тонни) наукових приладів, які під час суборбітальних польотів на орбіту Землі виводитися не будуть.
6 жовтня 2023 року, з космічної станції Ель-Ареносільйо на півдні Іспанії було здійснено запуск суборбітальної ракети-носія «Miura 1». Цей запуск, який здійснила іспанська компанія PLD Space, став першим приватним стартом ракети в Європі. Ракета піднялася на висоту 46 км над Кадіською затокою і через п'ять хвилин після старту приземлилася в Атлантичному океані, де її має витягти з води команда компанії.

## Перспективні розробки
23 лютого 2024 року технологічний стартап Space Perspective з Флориди (США) представив випробувальну герметичну капсулу для нового космічного корабля «Neptune», який почне доставляти пасажирів до стратосфери. Як повідомляють у компанії, «Neptune» є третім побудованим комерційним суборбітальним космічним кораблем після космічного літака «SpaceShipTwo» компанії Virgin Galactic і капсули екіпажу «New Shepard» компанії «Blue Origin». З 2025 року космічний корабель «Neptune» почне доставляти пасажирів до стратосфери не за допомогою ракет, а на масивній повітряній кулі з герметичною капсулою «Excelsior».